# Bataille de Moerbrugge
Front de l'Ouest de la Seconde Guerre mondiale
Batailles
France
- Paddle
- Fusilade
- Astonia
- Dunkerque
- Wellhit
- Undergo
- Nancy
- Arracourt
- Metz (Fort Driant)

Belgique
- Moerbrugge
- Geel
- Escaut

Pays-Bas
- Market Garden
- Overloon
- Broekhuizen

Allemagne
- Forêt de Hürtgen
- Aix-la-Chapelle
- Colline du Crucifix
- Clipper
- Queen

La bataille de Moerbrugge est une bataille s'étant déroulée sur trois jours lors de la libération de la Belgique pendant la Seconde Guerre mondiale.

## Contexte
La 10e brigade d'infanterie canadienne fut chargée de traverser le canal de Gand à environ cinq kilomètres au sud de Bruges dans le petit village d'Oostkamp au début de septembre 1944. Juste en face du canal d'Oostkamp se trouvait un autre petit village nommé Moerbrugge. Le canal mesure environ 20 mètres de large et est très profond. L'opposition n'étant pas attendue, un seul bataillon fut choisi pour la traversée : les Argyll et Sutherland Highlanders of Canada.
Deux batteries du 15e régiment de campagne, RCA ont été placées en appui, mais en raison de l'avancée rapide des armées alliées, les lignes de ravitaillement faisaient des centaines de kilomètres de long et peu de munitions étaient disponibles pour les canons. En conséquence, aucun canon préparatoire ne fut chargé. L'appui-feu sera fourni sur une base « au besoin ».
Le South Alberta Regiment (SAR) placerait ses chars du côté ami du canal de chaque côté du point de passage et retiendrait les flancs du passage à niveau avec leur feu avec les mitrailleuses Vickers des The Royal New Brunswick Regiment. Les mortiers de 3 pouces des Argyll et les mortiers de 4,2 pouces des Rangers étaient en appui, mais aussi pauvres en munitions qu'en artillerie.
Finalement, la compagnie « A » des Argylls, le peloton de reconnaissance Argyll et un escadron des SAR furent déplacés vers un point au nord du passage le long du canal pour fournir une dérivation et tester les défenses allemandes dans cette zone.
À ce moment-là, le commandant des Argylls, le lieutenant-colonel Dave Stewart, était absent de l'unité qui était laissée sous le commandement du commandant adjoint, le major B. Stockloser. Le major Stockloser ordonna aux compagnies « B », « C » et « D » de traverser le canal, mais n'avait pas pris de dispositions pour les bateaux d'assaut, déclarant que l'opération serait « un passage d'opportunité ».

## Traversée
À 15 h 30 le 8 septembre 1944, les trois compagnies d'assaut se déplacèrent vers Oostkamp. Heureusement, « l'occasion » à laquelle le major Stockloser avait fait allusion s'est présentée sous la forme de deux bateaux civils découverts par le major Mackenzie, commandant de la compagnie « D ». Ces bateaux finirent par transporter les trois compagnies à travers le canal. Certains bateaux coulèrent pendant la traversée et des soldats lourdement chargés se sont noyés. À 17 h 30, la compagnie "D" débuta la traversée et c'est aussitôt que les Allemands firent feu avec leur canons de 88 mm et des mortiers. Les pertes commencèrent à augmenter avant même que les compagnies n'atteignent l'autre côté. En deux heures, les effectifs de la Cie « C » passèrent de 63 hommes à 46. À minuit, les trois unités avaient traversé et tenaient une tête de pont étroite de l'autre côté.
Le major Mackenzie fut blessé et la compagnie « D » est repoussée vers le canal par les contre-attaques allemandes. La compagnie « C » fut coupée des « B » et « D » par l'infiltration allemande. La journée s'acheva avec 5 tués et 26 blessés.

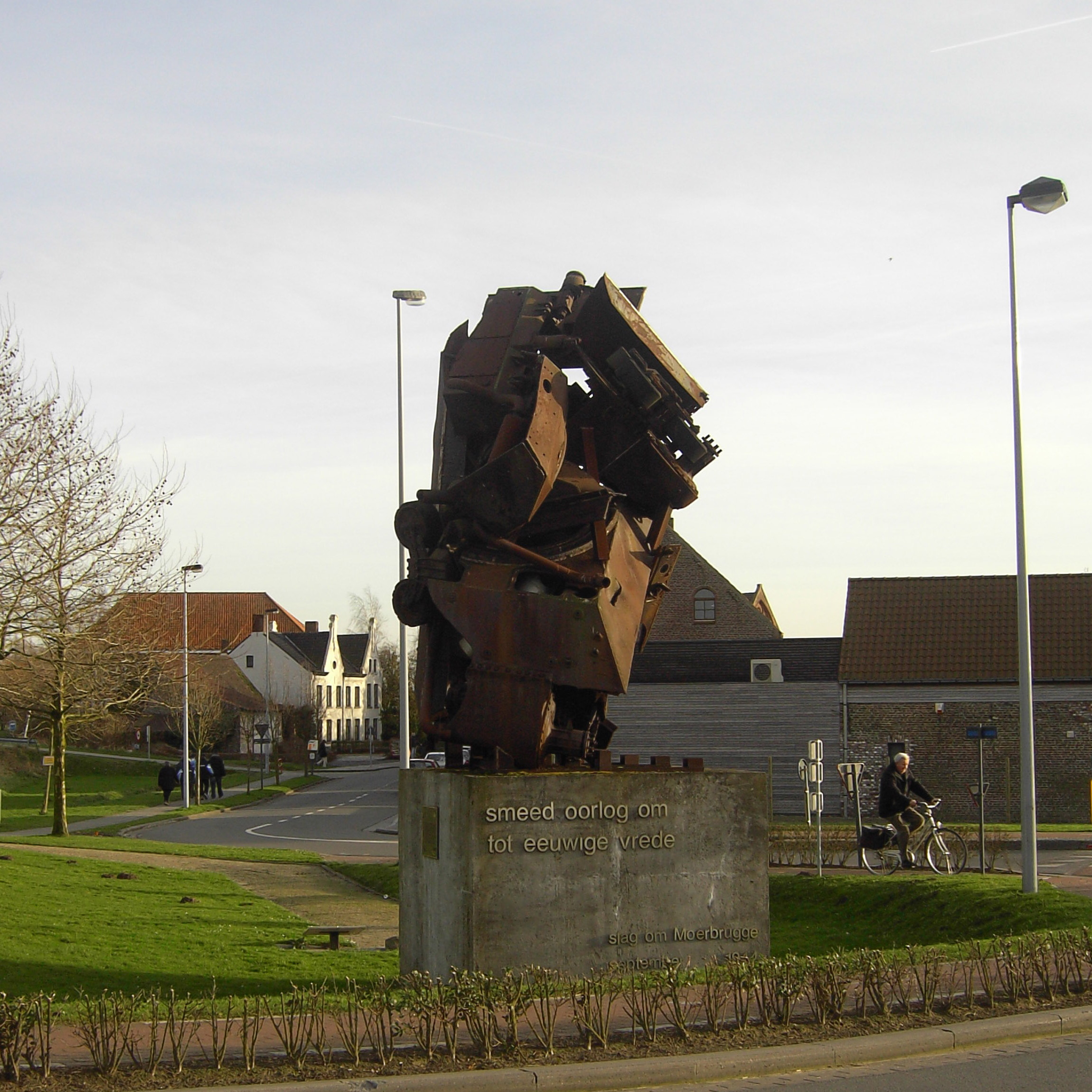
Monument à Moerbrugge.

## Affrontements finaux
Le 9 septembre 1944 verra le Lincoln and Welland Regiment traverser le canal et prendre position sur le flanc droit de l'Argylls. La situation restera similaire tout au long de la journée, avec plusieurs contre-attaques allemandes lancées contre la tête de pont.
La compagnie « C » se trouvait dans une position particulièrement difficile étant coupée des autres unités. De plus, leurs communications radios furent coupés, les laissant hors de contact avec tout support. Cependant, celle-ci tint bon et repoussa toutes les contre-attaques. Le sergent-major de compagnie George Mitchell fit preuve de mérite pour sa cohésion de la défense. Il dirigea personnellement un groupe qui apporta des fournitures et des munitions indispensables. Après la bataille, il recevra la Médaille de conduite distinguée.
Le caporal suppléant Lorne A. Webb et le soldat Arthur Bridge conservèrent leur position dans une fenêtre à l'étage et ripostèrent avec leur canon Bren malgré la mitrailleuse allemande et leur canon de 20 mm dirigés contre eux, dont certains passèrent par l'ouverture de la fenêtre mais manquèrent de les toucher. À un moment donné, Webb infligea 15 à 20 pertes aux Allemands attaquants en l'espace de quelques minutes. Trois contre-attaques contre la compagnie « C » furent repoussées avec des pertes extrêmement lourdes sur les Allemands. Cependant, un peloton des Argyll fut envahi par le nombre et le commandant de peloton fut tué.
En raison des incessants bombardements et mortiers allemands sur le site de franchissement, les ingénieurs furent dans l'impossibilité de construire un pont Bailey, les fournitures et les munitions devant être acheminées à travers le canal dans des bateaux.
À 14 h 00, la compagnie « A » et le peloton d'éclaireurs furent rappelés de leur tâche de diversion et déplacés vers une position de soutien du côté ami du passage à niveau. On craignait que la tête de pont ne s'effondre et que les six compagnies Argyll, Lincoln et Welland de Moerbrugge ne doivent être évacuées.
À 15 h 00, le lieutenant-colonel Stewart retourna dans l'unité. Le commandant de la brigade le chargea de la traversée avec le Lincoln and Welland Regiment sous commandement. Il entreprit aussitôt de réorganiser les positions sur la tête de pont.
À 19 h 00, les Allemands couvrit les deux côtés du passage à niveau avec une tempête de tirs de mortier en prélude à leur contre-attaque finale. Cependant, leur tentative fut contrecarrée et la contre-attaque fut repoussée. En raison de l'incendie, les ingénieurs durent interrompre à nouveau la construction du pont. Cependant, à minuit, les tirs de la contre-batterie canadienne réprimèrent finalement le bombardement allemand du site du pont. Les Argyll perdirent 7 tués, 22 blessés et 12 capturés au cours de la journée.
Au matin du 10 septembre 1944, les ingénieurs parvinrent à achever le pont. Les chars SAR traversèrent pour établir un contact avec la compagnie « C » coupée.

## Conséquences
Environ 700 Allemands ont été tués, blessés ou capturés pendant la bataille de Moerbrugge. Vingt de leurs canons Flak (anti-aériens) de 20 mm furent capturés avec six mortiers de 81 mm. Les bombardements et les mortiers allemands se poursuivront sporadiquement toute la journée, mais la propriété du site de franchissement ne fut plus un problème. Un Argyll mourut et deux furent blessés le 10 à la suite de ces bombardements.